# Гуинн, Кенни
Кенни Гуинн (англ. Kenny Guinn; 24 августа 1936, Гарленд, Арканзас — 22 июля 2010, Лас-Вегас, Невада) — американский государственный и политический деятель.

## Биография
Впервые избран губернатором в 1998 году, победив кандидата от «Демократической партии» мэра Лас-Вегаса Джана Джонса Блэкхёрста, набрав 52 % голосов избирателей. Стал первым губернатором-республиканцем Невады с 1978 года. Когда выставил свою кандидатуру на переизбрание в 2002 году, то получил 68 % голосов избирателей, победив сенатора Невады, кандидата от «Демократической партии» Джо Нила, который получил только 22 % голосов. В ноябре 2005 года журнал Time назвал его одним из пяти лучших губернаторов США.
Предложил провести налоговую реструктуризацию во время законодательной сессии 2003 года, что встретило сопротивление со стороны антиналоговых бизнес-групп и многих республиканцев. После вызывающего разногласия заседания, которое разделило республиканцев и закончилось решением Верховного суда Невады, поддержавшим принятие законопроекта, было принято очень немногое из первоначального предложения Кенни Гуинна. Как он и предсказывал, штат столкнулся с серьёзным бюджетным дефицитом, как только рецессия 2008 года ударила по игровой и строительной индустрии, что привело к резкому падению налоговых поступлений от продаж и игорного бизнеса. В процентном отношении повышение налогов в 2003 году было самым большим повышением налогов за всю историю одного из 50 штатов, но оно было оценено как «спорный, но реалистичный шаг для поддержки перегруженного бюджета самого быстрорастущего штата страны».
С 22 мая 2007 года и до смерти 22 июля 2010 года был членом совета директоров MGM Resorts International под руководством председателя и генерального директора Терренса Ленни (1995—2008) и Джеймса Мюррена (2008 — настоящее время). Скончался 22 июля 2010 года в возрасте 73 лет от осложнений, вызванных травмами, полученными после падения с крыши своего дома в Лас-Вегасе и, возможно, сердечного приступа. Был объявлен мертвым в Университетском медицинском центре Южной Невады в Лас-Вегасе.